# Malenza
Malenza este un sat din comuna Danilovgrad, Muntenegru. Conform datelor de la recensământul din 2003, localitatea are 132 de locuitori (la recensământul din 1991 erau 128 de locuitori).

## Demografie
În satul Malenza locuiesc 95 de persoane adulte, iar vârsta medie a populației este de 38,6 de ani (36,5 la bărbați și 40,7 la femei). În localitate sunt 42 de gospodării, iar numărul mediu de membri în gospodărie este de 3,14.
|  |

| Demografie | Demografie | Demografie |
| An         | Locuitori  | Locuitori  |
| ---------- | ---------- | ---------- |
|            |            |            |
|            |            |            |
|            |            |            |
|            |            |            |
| 1948       | 287        |            |
| 1953       | 272        |            |
| 1961       | 224        |            |
| 1971       | 153        |            |
| 1981       | 152        |            |
| 1991       | 128        | 128        |
| 2003       | 132        | 132        |

| \| Componența etnică conform recensământului din 2003[2] \| Componența etnică conform recensământului din 2003[2] \| Componența etnică conform recensământului din 2003[2] \| Componența etnică conform recensământului din 2003[2] \| Componența etnică conform recensământului din 2003[2] \| \| ----------------------------------------------------- \| ----------------------------------------------------- \| ----------------------------------------------------- \| ----------------------------------------------------- \| ----------------------------------------------------- \| \| \| \| \| \| \| \| Muntenegreni \| Muntenegreni \| \| 112 \| 84,84% \| \| Sârbi \| Sârbi \| \| 19 \| 14,39% \| \| necunoscută \| necunoscută \| \| 1 \| 0,75% \| |              |  |     |        |
| Componența etnică conform recensământului din 2003 |              |  |     |        |
| |              |  |     |        |
| Muntenegreni | Muntenegreni |  | 112 | 84,84% |
| Sârbi | Sârbi        |  | 19  | 14,39% |
| necunoscută | necunoscută  |  | 1   | 0,75%  |